# Don Kelly
Donald Thomas Kelly (* 15. Februar 1980 in Butler, Pennsylvania) ist ein ehemaliger US-amerikanischer professioneller Baseballspieler in der Major League Baseball. Sein erstes Spiel bestritt er am 2. April 2007 für die Pittsburgh Pirates, für welche er derzeit als Trainer tätig ist.
Seine Verteidigungspositionen waren die des Third Baseman, des Second Baseman und des Outfielders (Utility Player).

## Vereine
Kelly spielte seit 2007 in folgenden Baseball-Clubs (Saisons):
- 2007 Pittsburgh Pirates (Trikot-Nummer 29)
- 2009 bis 2014 bei den Detroit Tigers (Nummer 62 & 32)
- 2015  Miami Marlins (Nummer 30)

## Gehalt
Kellys Gehalt seit 2007 (inbegriffen 1 Million US-Dollar für die Saison 2014) beläuft sich bisher auf 4.408.000 US-Dollar.